# یوتیکا، میسیسیپی
یوتیکا (به انگلیسی: Utica) شهرکی در ایالت میسیسیپی کشور ایالات متحده آمریکا است که جمعیت آن در سرشماری سال ۲۰۱۰ میلادی، ۸۲۰
نفر بوده‌است.